# 현황
현황, 현상(現狀), 현재 상태, 라틴어로 스테어터스 쿠오(status quo)는 특히 사회, 정치, 종교, 군사 문제와 관련한 현재의 일을 가리킨다. 사회학적 의미에서는 사회구조와 가치의 현재 상태를 가리킨다. 정치적 논쟁과 관련하여서는 가능한 변화와 대조적으로 조건이 어떻게 되는지를 의미한다. 예를 들어 "국가들이 현재 자신들의 핵무기와 관련하여 '현황을 유지하려고'(status quo) 노력한다." 또는 '현상 유지를 위해(status quo)'와 같이 사용된다.

## 같이 보기
- 현상 유지 편향